# Parasynaptopsis nigrum
Parasynaptopsis nigrum là một loài bọ cánh cứng trong họ Attelabidae. Loài này được Kôno miêu tả khoa học năm 1927.